# François Pétis de La Croix
Pour les articles homonymes, voir de La Croix.
 (février 2019).
Si vous disposez d'ouvrages ou d'articles de référence ou si vous connaissez des sites web de qualité traitant du thème abordé ici, merci de compléter l'article en donnant les références utiles à sa vérifiabilité et en les liant à la section « Notes et références ».
François Pétis de La Croix, né à Paris en 1653 et mort à Paris le 4 décembre 1713, est un orientaliste français.

## Biographie
Il était le fils d’un interprète d’arabe de la cour de France, et hérita de cette charge à la mort de son père en 1695, la transmettant plus tard à son fils, Alexandre-Louis-Marie, qui se distingua dans les études orientales. Tout jeune, François fut envoyé par Colbert en Orient ; pendant les dix ans qu’il passa en Syrie, en Perse et en Turquie, il acquit la maîtrise de l’arabe, du persan du turc et de l'arménien, et recueillit un riche matériau pour ses futurs écrits.
Il travailla quelque temps comme secrétaire de l’ambassadeur de France au Maroc, et fut l’interprète des forces françaises envoyées contre Alger. Il contribua au règlement satisfaisant du traité de paix, qu’il rédigea en turc et qui fut ratifié en 1684. Il conduisit les négociations avec Tunis et Tripoli en 1685, et celles avec le Maroc en 1687. Le zèle, le tact et les connaissances linguistiques dont il fit preuve lors de ces transactions et d’autres avec les cours orientales furent récompensés en 1692 par sa nomination à la chaire d’arabe du Collège royal de France, qu’il occupa jusqu’à sa mort.
Il publia des Contes turcs (Paris, 1707) et Les Mille et Un Jours (5 volumes, Paris, 1710-1712) ; un Dictionnaire d’arménien et une Description de l’Éthiopie. Mais le monument durable de sa renommée littéraire est son excellente version française du Zafarnameh ou Histoire de Tamerlan de Sharafaddin Ali Yazdi (original achevé en 1425), qui fut publié à titre  posthume (4 volumes, Paris, 1722 ; traduction anglaise de J. Darby, Londres, 1723). Cette œuvre, spécimen rare d’histoire critique de la Perse, fut compilée sous les auspices d'Ibrahim Sultan, fils de Shahrokh et petit-fils du grand Tamerlan. La seule faute commise par Pétis de La Croix dans sa traduction - par ailleurs très correcte - est qu’il assigna par erreur la part importante prise par Ibrahim Sultan dans le Zafarnameh à Tamerlan.

## Pétis de La Croix et leMasnavi
En 1670, Pétis de La Croix, âgé de dix-sept ans, voyagea en Orient pour apprendre les langues selon le souhait de Colbert de mettre sur pied une équipe de jeunes fonctionnaires des Affaires étrangères. Après avoir séjourné pour ses études à Alep, il arriva en 1674 à Ispahan où il demeura jusqu'en juin 1676. D'une courte description de son séjour, nous apprenons son profond intérêt pour les manières des derviches :

« Après avoir travaillé six mois entiers sur le Shahnameh avec Molla Kerim, cette extrême ardeur me fit tomber deux mois dans une maladie qui me porta au seuil de la mort et dont je ne me relevai à peine pour découvrir que, malgré les vingt volumes de livres que j'avais lus, je ne connaissais pas encore les registres de la cour, les patentes royales ou les règlements des marchands (...)
Je dus apprendre d'un certain livre de théologie extrêmement ardu, intitulé Masnavi (comprenant au moins quatre-vingt-dix mille vers - les bonnes gens du pays estiment qu'il contient la pierre philosophale). Je cherchai quelqu'un qui connaissât ce livre, mais je ne trouvai personne contre paiement et fus obligé de me tourner vers le grand supérieur du Mevlevi. Un ami m'y conduisit et j'avais à peine  présenté mes respects qu'il m'offrit ses services pour la compréhension du Masnavi et me permit pendant quatre ou cinq mois de le voir très fréquemment pour étudier. Je réussis en la matière (...) Il s'appelait le Derviche Moqlas. Il était l'auteur des Mille et un jours traduits par Pétis de La Croix. Comme il était capable de diriger un parti, je sus qu'il était sous la surveillance de la cour et je devais donc prendre mes précautions. Je n'hésitai pas à informer Monseigneur Mortaza, beau-frère du roi, et Myrza Ali Reza,  également de la famille du roi et Cheikh al Islam, le chefs des juges, que je rendais ici seulement pour prendre des leçons sur le Masvani, ce qu'ils approuvèrent. [source ? référence ?] »

Dans ce même récit, Pétis de La Croix raconte comment une farce jouée à son endroit par son Agha, alors qu'il rendait visite à un couvent bektachi, le fit prendre pour un cheikh. Il fit cela admirablement : « Je leur dis la fatha (première sourate du Coran) sur la viande avec les mouvements habituels ; après le repas, je fis lecture du Coran, choisissant les chapitres traitant de la morale et non de Mahomet que j'expliquais selon les commentaires que j'avais appris. J'éclaircissais aussi certaines difficultés qu'ils éprouvaient (...) mais évidemment mon Agha ne put s'empêcher de se moquer de tout cela ; il fut secoué de grands rires et raconta à tout le monde que j'étais venu directement de France pour enseigner le Coran aux musulmans d'Asie. »
C'est un extrait du récit de voyage de Pétis publié sous le titre de Relations de Dourry Effendi, ambassadeur de la Porte ottomane auprès du roi de Perse. Traduite du turc et suivie de l'Extrait des Voyages de Pétis de La Croix rédigé par lui-même (Ferra, 1810). Le texte de Pétis, quelque peu abscons dans cette référence bibliographique, semble ne pas avoir connu les faveurs du public.
Malgré la vogue de l'orientalisme dans la France du XVIIe siècle, et en dépit du fait que Galland, Herbelot et François Pétis de La Croix fréquentaient en même temps les Mercuriales de Gilles Ménage ensemble, il n'est pas resté grand chose dans les mémoires des références explicites et détaillées du Masnavi ou du soufisme en général que l'on pouvait retirer de Pétis de La Croix ou de Bernier à ce sujet.
L'on doit cependant se rappeler le climat de l'époque avec les procès contre les quiétistes.
En 1685, la censure de ce qui concernait les affaires de l'Église devint une affaire d'État après l'édit de Fontainebleau ; l'opinion générale était qu'il y avait une certaine ressemblance entre le quiétisme oriental et le quiétisme occidental.

## Œuvres
- comme traducteur: Les Mille et un jours - Contes persans, Paris, 5 volumes publiés entre 1710 et 1712[2].
- François Pétis de la Croix, Grammaire arabe, Collège Royal, Paris, (entre 1692 and 1713)[3].
- François Pétis de  la Croix, ’’La Turquie chrétienne’’, Paris, Pierre Hérissant, 1695
- François Pétis de  la Croix, "Etat general de l'Empire Otoman", Paris, Pierre Hérissant, 1695